# Journal of AOAC International
Das Journal of AOAC International, abgekürzt J. AOAC Int., ist eine wissenschaftliche Fachzeitschrift, die von AOAC International veröffentlicht wird. Die Zeitschrift wurde 1915 unter dem Namen Journal of the Association of Official Agricultural Chemists gegründet. Im Jahr 1966 wurde der Name in Journal / Association of Official Analytical Chemists geändert, der im Jahr 1992 die Änderung in Journal of AOAC International folgte. Sie erscheint derzeit mit sechs Ausgaben im Jahr. Es werden Arbeiten veröffentlicht, die sich mit der Anwendung analytischer Methoden in Lebensmitteln, Arzneimitteln, Landwirtschaft und Umwelt beschäftigen.
Der Impact Factor lag im Jahr 2014 bei 1,120. Nach der Statistik des ISI Web of Knowledge wird das Journal mit diesem Impact Factor in der Kategorie analytische Chemie an 56. Stelle von 74 Zeitschriften und in der Kategorie Food Science & Technology an 67. Stelle von 123 Zeitschriften geführt.